# Habib Marouane Camara
Pour les articles homonymes, voir Camara.
Habib Marouane Camara, né le 18 avril 1989 à Dinguiraye (Guinée) est journaliste, enseignant et analyste politique guinéen.
Porté disparu depuis le 3 décembre 2024, il est le responsable du site d'information Le Révélateur 224.

## Biographie et études
Habib Marouane Camara naît le 18 avril 1989 à Dinguiraye, dans la région de Faranah, en Guinée. Il commence ses études en 1996 à l'école primaire de Kouroula dans le centre de Dinguiraye où il étudie pendant 6 ans, puis au lycée de Dinguiraye où il décroche son baccalauréat avec mention en 2008,. Après l'obtention de son baccalauréat, il déménage à Conakry et intègre le département des sciences politiques de l'Université Général Lansana Conté d'où il est diplômé en 2012 (en licence de sciences politiques),.

## Parcours professionnel
Après l'obtention de sa licence, Habib Marouane Camara devient enseignant en « sociologie politique, sciences politiques, sociologie des comportements politiques et analyse du discours » à l'Université Général Lansana Conté ainsi que d'autres universités de la capitale guinéenne et enseigne jusqu'en 2017,. En parallèle, il exerce le journalisme pour des radios, notamment pour Planète FM (en 2012), Chérie FM (en 2013), Tamata FM (de 2013 à 2018), Nostalgie FM (à partir de 2018) et pour le groupe Djoma Médias,,.
En 2020, il fonde le site d'information Le Révélateur 224 dont il devient l'administrateur,. En mars 2024, il est suspendu pendant trois mois par la Haute autorité de la communication (HAC) à la suite d'une plainte du ministre des Transports, Ousmane Gaoual Diallo, qui l'accuse de « diffamation par voie de presse » lors d'un numéro de l'émission On Refait le Monde,,.

## Arrestation
Alors qu'il se rendait à un rendez-vous avec l’homme d’affaires Kerfalla Person Camara, dit « KPC » à Lambanyi, en banlieue de Conakry, Habib Marouane est arrêté le soir du 3 décembre 2024 « par des individus qui arboraient des tenues de gendarmes ou  de militaires […] sans ordres des autorités constituées  et hors les cas prévus par la loi » et conduit vers une destination inconnue,.

### Réaction
Au lendemain de cette arrestation, l'avocat d'Habib Marouane Camara, Maître Salifou Beavogu, dénonce, lors d'un point de presse, une « arrestation arbitraire » et réclame la « remise en liberté immédiate » de son client. Le Syndicat des professionnels de la presse de Guinée (SPPG), la Fédération internationale des journalistes (FIJ) et le Front national pour la défense de la Constitution (FNDC) condamnent eux aussi cette arrestation et demandent la libération immédiate de Monsieur Camara,,. Le 5 décembre 2024, Reporters sans frontières (RSF), à travers les déclarations de son directeur pour l'Afrique subsaharienne, Sadibou Marong, « appelle les autorités guinéennes à faire toute la lumière sur le sort de Habib Marouane Camara, qui doit être libéré immédiatement ». Le 6 décembre 2024, le Parquet de Dixinn annonce « requérir la Direction Centrale de la Police Judiciaire (DCPJ) à l'effet de procéder à une enquête complète et minutieuse concernant les faits d'arrestation arbitraire, séquestration de Monsieur Habib Marouane Camara »,.
Un mois après la disparition d'Habib Marouane, le Secrétaire Général du SPPG, Sékou Jamal Pendessa, s'adresse aux kidnappeurs en les appelant « à imaginer ce que vivent les petits Camara et leur mère partagée entre comment sauver sa grossesse, préparer la venue au monde du bébé, retrouver son mari sain et sauf, …? ». 
En juillet 2025, Reporters Sans Frontières a décidé de saisir les Nations unies et son groupe de travail sur les disparitions forcée selon Jeanne Lagarde, chargée de plaidoyer à RSF. 

## Vie privée
Habib Marouane est marié et père de trois enfants.

## voir aussi
- Enlèvement de Foniké Menguè et Billo
- Censure d'Internet en Guinée